# Asplenium paedigens
Asplenium paedigens är en svartbräkenväxtart som beskrevs av Edwin Bingham Copeland. Asplenium paedigens ingår i släktet Asplenium och familjen Aspleniaceae. Inga underarter finns listade.